# Sabine Wienker-Piepho

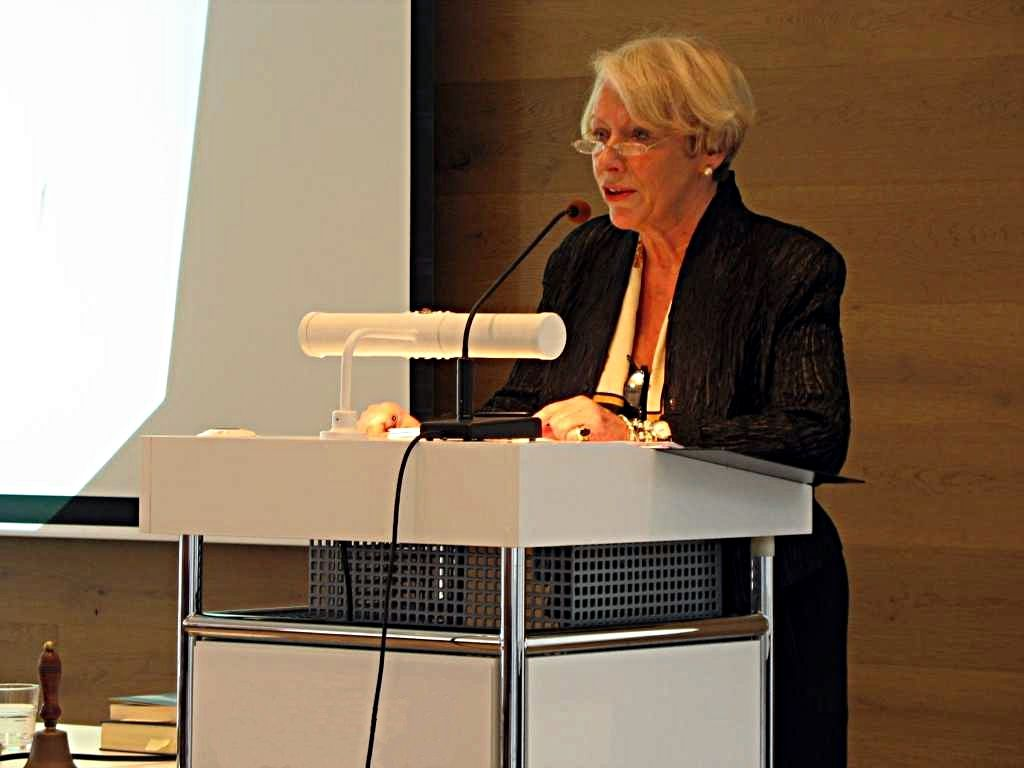
Sabine Wienker-Piepho

Sabine Auguste Marie Wienker-Piepho (* 9. Oktober 1946 in Göttingen; † 21. Mai 2025 in Freiburg im Breisgau) war eine deutsche Volkskundlerin und Literaturwissenschaftlerin.

## Werdegang
Sabine Wienker-Piepho wurde als Tochter des Zoologen Hans Piepho (1909–1993) und dessen Frau Dorette, geb. Kirchhof, in Göttingen geboren. Nach dem Schulbesuch in Zürich und Göttingen und dem Abitur am Internat Hermann-Lietz-Schule auf Schloss Hohenwerda in Hessen studierte sie ab 1966 an den Universitäten Freiburg und Göttingen zunächst Germanistik, Geschichte, Politologie, später dann Anglistik und Amerikanistik. Im Rahmen eines Assistenten-Austausches unterrichtete sie ein Jahr Deutsche Sprache und Grammatik sowie Neuere deutsche Literaturgeschichte an der University of Pennsylvania in Philadelphia (USA). 1974 schloss sie in Freiburg ihr Studium mit einer Examensarbeit über Natur und Zeiterfahrung. Lyrische Elemente im Werk Peter Huchels im Fach Germanistik ab.
Neben einer Tätigkeit im Deutschen Volksliedarchiv in Freiburg studierte Wienker-Piepho im Zweitstudium Volkskunde und schloss im Sommer 1984 mit dem Magister artium ab. Im Dezember 1987 wurde sie in Freiburg mit einer von Lutz Röhrich betreuten Arbeit über Frauen als Volkshelden promoviert (Zweitgutachter war Otto Holzapfel). 1988 habilitierte sie sich in Göttingen mit einer Arbeit über Schriftkompetenz, die aus ihrer Mitgliedschaft im Sonderforschungsbereich 321 „Mündlichkeit/Schriftlichkeit“ erwuchs.
Danach vertrat sie Professuren für Europäische Ethnologie, Volkskunde und Kunstgeschichte in Augsburg und Bayreuth, hatte an den Universitäten Jyväskylä (Finnland), Minsk (Weißrussland), Tartu (Estland) Gastprofessuren inne und leitete, bevor sie 2008 nach Jena und 2009 nach Münster ging, an der Ludwig-Maximilians-Universität München vertretungsweise das Institut für deutsche und vergleichende Volkskunde, bis 2014 jenes von Jena. Ab 2015 übernahm sie zusätzlich Lehraufträge in Freiburg, Bamberg und Zürich, bis 2020 auch in Jena. Ihre Forschungsschwerpunkte lagen in der volkskundlichen Narratologie (Märchen, Sage, Lied, Schwank, Sprichwort und Witz), den „Zeitkonzepten“ und „homo ludens“.
Von 2018 bis 2025 war sie Präsidentin der Kommission für Erzählforschung in der Deutschen Gesellschaft für Volkskunde (DGV).

## Ehrenämter
- 1995–1997: Beiratsmitglied der Europäischen Märchengesellschaft
- Bis 2018: Vorstandsmitglied der Märchen-Stiftung Walter Kahn
- 2005–2010: Präsidentin der Kommission für Volksdichtung (SIEF)
- seit 2021: Vizepräsidentin Museumsgesellschaft Freiburg

## Publikationen (Auswahl)
- Natur und Zeiterfahrung. Lyrische Elemente im Werk Peter Huchels. (Freiburg (Breisgau), Univ., Examensarb., 1974).
- Frauen als Volkshelden. Geschichtlichkeit, Legendenbildung und Typologie (= Artes Populares. Bd. 16). Lang, Frankfurt am Main u. a. 1988, ISBN 3-631-40354-2 (Zugl.: Freiburg (Breisgau), Univ., Diss., 1987).
- „Je gelehrter, desto verkehrter“? Volkskundlich-Kulturgeschichtliches zur Schriftbeherrschung. Waxmann, Münster u. a. 2000, ISBN 3-89325-786-1, S. 76–79 (Zugl.: Göttingen, Univ., Habil.-Schr., 1998).
- mit Klaus Roth (Hrsg.): Erzählen zwischen den Kulturen (= Münchener Beiträge zur interkulturellen Kommunikation. Bd. 17). Waxmann, Münster u. a. 2004, ISBN 3-8309-1426-1.
- Seit 2018 Chefredakteurin der Fachzeitschrift Märchenspiegel